# محمية طبيعية شديدة

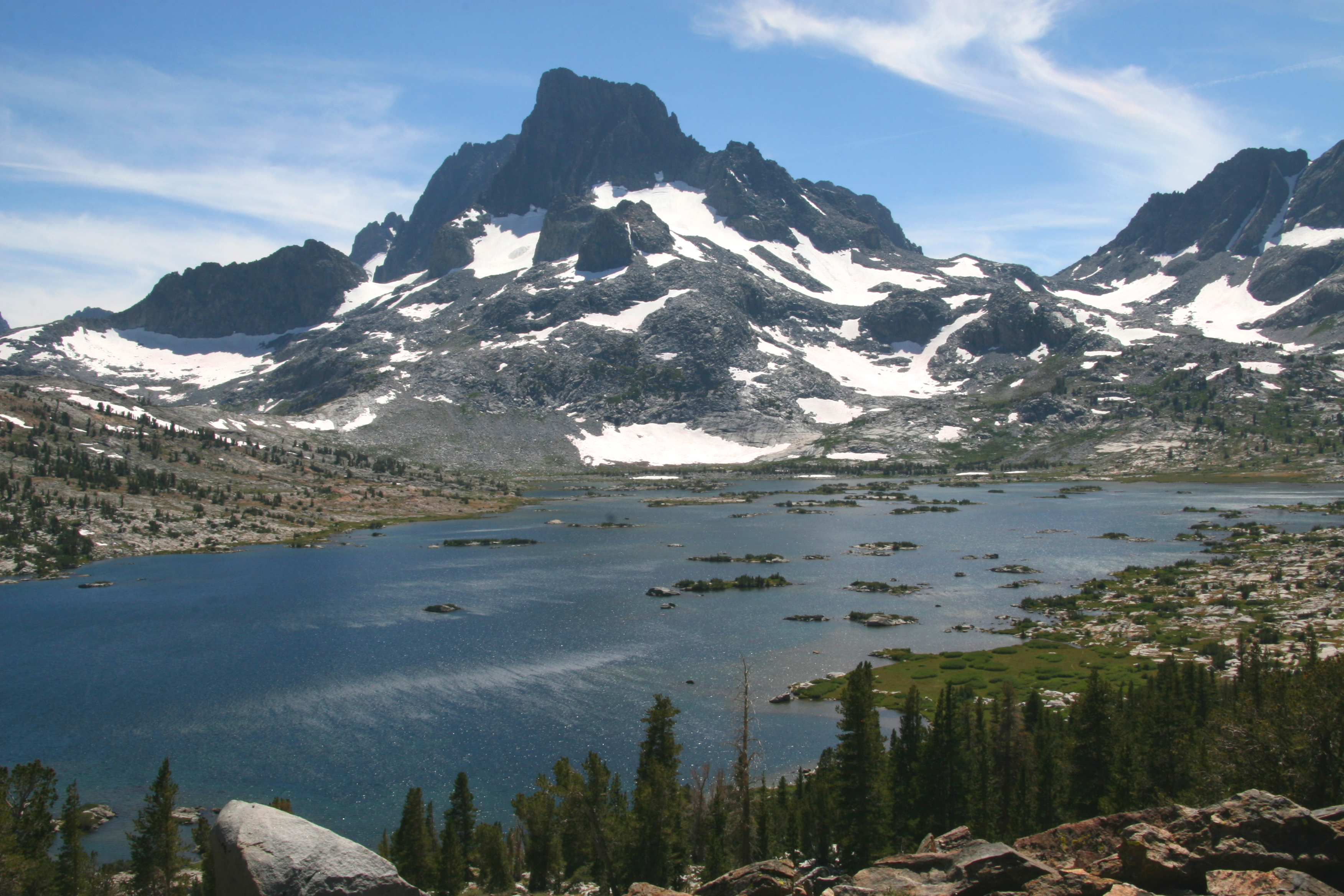

محمية طبيعية مشددة أو منطقة برية، هي أعلى فئة من المنطقة  المحمية المعترف  بها من قبل اللجنة العالمية للمناطق المحمية (WCPA)، وهي الهيئة التي هي جزء  من الاتحاد الدولي للحفاظ على المحميات الطبيعية من الاتحاد الدولي للحفاظ على الطبيعة (IUCN). هذه المناطق من الفئة  الأولى هي المناطق الطبيعية المحمية بشدة.

## الهدف
المحميات الطبيعية المشددة والمناطق البرية هي المناطق المحمية التي تم إنشاؤها وإدارتها اساسا لغايات بحثية أو لحماية كبيرة، والمناطق الغير الملوثة في البرية. هدفها الرئيسي هو الحفاظ على التنوع البيولوجي والمناطق المرجعية باعتبارها أساسية للعمل العلمي والمراقبة البيئية.
•  تم إنشاء فئة IUCN الأولى أ للمحميات الطبيعية المشددة عموما وبشكل خاص للعمل الميداني العلمي.
•  وتعرف المناطق البرية IUCN الفئة الأولى ب أنها «مناطق كبيرة غير معدلة أو قليلا معدلة، وإبقاءها على صفتها الطبيعية وتأثيرها، دون السكن البشري الدائم أو الكبير، والتي محمية ومدارة وذلك للحفاظ على حالتهم الطبيعية».
يتم التحكم بها والاستخدام والتسلل بدقة. ونتيجة لذلك، المحميات الطبيعة غالبا ما تشكل المناطق الأساسية، مع المناطق البرية تعمل كمنطقة عازلة، على غرار مفهوم للمتنزهات الوطنية (وهي فئة IUCN الثاني)، ولكن أيضا لمواقع التراث العالمي لليونسكو.

## المناطق المحمية

### النمسا
في النمسا، لقد تم تخصيص منطقة واحدة فقط كفئة IUCN الأولى المحمية:  
•  Urwald Roth Wald (IUCN Ia) in the Wildnisgebiet Dürrenstein (Ib), Lower Austrian Eisenwurzen

### ألمانيا
في الاستراتيجية الوطنية للتنوع البيولوجي إلى 2020 نشرت في عام 2007، أنشأت الحكومة الاتحادية الألمانية بهدف السماح 2٪ من مساحة ألمانيا لتطوير بشكل طبيعي وبطريقة دون تشكيل أي عائق إلى المناطق البرية. [1]

### فرنسا
أنشئت رسميا في 1950 [2] المحميات البيولوجية المتكاملة (تحتفظ Biologiques INTEGRALES، بنك الاحتياطي) كانت مخصصة للإنسان لتطوير النظام البيئي مجانا، على العكس من الاحتياطيات البيولوجية المدارة (تحتفظ Biologiques Dirigées، RBD) حيث يتم تطبيق إدارة محددة للحفاظ على الأنواع المعرضة للخطر أو الموائل المهددة.
المحميات البيولوجية المتكاملة تحدث في غابات الدولة الفرنسية أو مدينة الغابات، وبالتالي تدار من قبل مكتب الغابات الوطنية. في مثل هذه الاحتياطيات، ويحظر على جميع حصادات سيارات الكوبية القضاء على الأنواع الغريبة مستثناة وعلى سلامة المسار يعمل على تجنب خطر شجرة ساقطة على الزوار (المسارات الموجودة بالفعل في أو على حافة الطريق).
في نهاية عام 2014، كانت هناك 60 احتياطيات بيولوجية متكاملة في غابات الدولة الفرنسية لمساحة إجمالية تبلغ 111 082 هكتار و 10 في مدينة الغابات ما مجموعه 835 2 هكتار.

### الولايات المتحدة الأمريكية
في المناطق البرية الولايات المتحدة الأمريكية (NWPS) هي أدق فئة من المناطق المحمية. تم تصنيفها من قبل القانون وفقا لقانون الحياة البرية لعام 1964 من قبل الكونغرس في الولايات المتحدة. يجب أن تغطي مساحة 5000 فدان على الأقل (2023 هكتار) (ما عدا الجزر)، ويمكن أن يتم الدخول فقط سيرا على الأقدام، من خلال زورق أو على ظهور الخيل. الاستثناءات هي مناطق واسعة من البرية في ألاسكا. في بداية عام 2010 كان هناك أكثر من 750 منطقة برية معترف بها.